# Olof Palme
Sven Olof Joachim Palme (Stockholm, 30. siječnja 1927. – Stockholm, 1. ožujka, 1986.), švedski političar.
Palme je bio predsjednik Švedske socijaldemokratske stranke (SSA) od 1969. do 1986. te premijer Švedske u dva mandata. Prvi put je obnašao dužnost od 14. listopada 1969. do 8. listopada 1976., a drugi put od 8. listopada 1982. do 1. ožujka, 1986., kada je na njega počinjen atentat. Palmeovo ubojstvo bilo je prvo takvog tipa u novijoj švedskoj povijesti, tako da je na cijelu Skandinaviju imalo sličan utjecaj kakav je atentat na Johna F. Kennedyja imao na SAD.

## Rani život i obrazovanje
Sven Olof Joachim Palme rođen je u Östermalmu u Stockholmu, glavnomu gradu Švedske 30. siječnja 1927. Njegov otac bio je nizozemskog podrijetla, a majka Freiin von Knieriem podrijetlom je bila baltička Njemica. Unatoč pripadnosti višoj srednjoj klasi i konzervativnom odgoju, njegov politički svjetonazor bio je socijaldemokratski.  To je uglavnom bio utjecaj njegovih putovanja u Treći svijet i u SAD, gdje je tijekom 1940-ih svjedočio velikim razlikama u klasama i rasnoj segregaciji.
Palme je od 1947. do 1948. studirao u Ohiu gdje je u manje od godinu dana diplomirao s A.B.-om. Inspiriran radikalnom debatom među studentima, napisao je kritički esej o Hayekovom Putu prema ropstvu. Nakon autostopiranja po Americi, Palme se vratio u Švedsku gdje je studirao pravo na sveučilištu u Stockholmu. Palme se tijekom studija uključio u studentsku politiku i postao član SFS-a. Godine 1951. postao je član socijaldemokratske studentske asocijacije u Stockholmu, iako se govori da tada nije dolazio na sastanke. Sljedeće godine izabran je za predsjednika SFS-a.
Palme je svoju socijalističku orijentaciju argumentirao s tri činjenice:
- Godine 1947. prisustvovao je debati o porezima između socijaldemokrata Ernsta Wigforssa, konzervativca Jarla Hjalmarssona i liberala Elona Anderssona
- Za vrijeme koje je proveo u SAD-u tijekom 1940-ih bio je svjedok velikom jazu između klasa i znatnoj količini rasizma prema crncima u SAD-u.
- Putovanje u Aziju 1953. godine ukazalo mu je na posljedice kolonijalizma i imperijalizma.

## Politička karijera
Godine 1953., Palmea je tadašnji socijaldemokratski premijer Tage Erlander pozvao da radi u njegovu sekretarijatu. Nakon dvije godine, 1955., Palme je postao član SSA, a 1958. izabran je za člana Riksdaga, švedskog parlamenta.
Palme je od 1963. nadalje držao nekoliko visokih pozicija. Godine 1967. postao je ministar obrazovanja, a već su ga sljedeće godine snažno kritizirali ljevičarski studenati koji su protestirali zbog vladinih planova o sveučilišnim reformama. Kada je Tage Erlander 1969. odstupio s dužnosti, Palme je 14. listopada 1969. jednoglasno izabran za novog predsjednika socijaldemokratske stranke te je naslijedio Erlandera na mjestu premijera.
Palme je, uz Raoula Wallenberga i Daga Hammarskjölda, postao najpoznatiji švedski političar 20. stoljeća zbog svojeg premijerskog mandata od 125 mjeseci, svoje žustre opozicije SAD-u i svog šokantnog atentata.
Njegov protégé i politički saveznik Bernt Carlsson, koji je postavljen za UN-ovog izaslanika u Namibiji u srpnju 1987., također je doživio preranu smrt. Carlsson je preminuo u padu Pan Amovog leta 103 21. prosinca 1988., dok je bio na putu za svečanu ceremoniju potpisivanja u New Yorku sljedeći dan, na kojemu je Južna Afrika trebala dati nezavisnost Namibiji.

## Atentat
Palme je često bio bez tjelohraniteljske pratnje te je i u noći svojeg ubojstva također bio bez tjelohranitelja. Napadnut je dok je prolazio centrom Stockholma vraćajući se iz kina sa svojom suprugom Lisbet Palme. Olof Palme je u 23:21 sati primio smrtonosni metak u leđa, dok je drugi hitac lakše ozlijedio njegovu suprugu.
Policija je rekla da je jedan taksist svojim mobitelom podigao uzbunu. Dvije djevojke koje su sjedile u automobilu u blizini također su pokušale pomoći premijeru. Palme je brzo prevezen u bolnicu, no 1. ožujka 1986. u 00:01 bolnica je objavila da je premijer Palme preminuo od posljedica ranjavanja. Njegova supruga poslana je na njegu te se oporavila od svoje ozlijede.
Palmeov zamjenik Ingvar Carlsson odmah je preuzeo poziciju premijera i predsjednika SSA-a.
Za ubojstvo premijera optužen je Christer Pettersson, sitni kriminalac, tek 1988. godine. Pettersson, koji je preminuo 2004., priznao je ubojstvo, no unatoč priznanju pušten je godinu dana nakon svoje presude radi žalbe Vrhovnom sudu na manjak dokaza. Njegova tadašnja djevojka 2007. je godine otkrila nekoliko pisama u kojima je Pettersson priznao ubojstvo. Unatoč tome, mnogi danas slučaj Palmeovog ubojstva smatraju nerješenim te u javnosti, a i među policijom koja je istraživala slučaj, postoje mnoge teorije.
U siječnju 2011. godine, njemački magazin Focus citirao je njemačke istražne organe iz 2008. koji su tvrdili da je ubojstvo proveo pripadnik UDBE koji danas živi u Zagrebu.

## Vanjske poveznice
- Olofpalme.org Official page of the Olof Palme Archives with various documents.
- Selected Speeches by Olof Palme  Arhivirana inačica izvorne stranice od 25. prosinca 2009. (Wayback Machine) - Speeches on Africa in English.
- Olof Palme's visit to Cuba[neaktivna poveznica] - Speech by Fidel Castro on the Swedish-Cuban friendship, 1975.

| Prethodnik: Gösta Skoglund    | Ministar komunikacija 1965. – 1967.                       | Nasljednik: Svante Lundkvist  |
| Prethodnik: Ragnar Edenman    | Ministar obrazovanja 1967. – 1969.                        | Nasljednik: Ingvar Carlsson   |
| Prethodnik: Tage Erlander     | Premijer Švedske 14. listopada 1969. – 8. listopada 1976. | Nasljednik: Thorbjörn Fälldin |
| Prethodnik: Tage Erlander     | Predsjednik SSA-a 1969. – 1986.                           | Nasljednik: Ingvar Carlsson   |
| Prethodnik: Thorbjörn Fälldin | Premijer Švedske 8. listopada 1982. – 1. ožujka, 1986.    | Nasljednik: Ingvar Carlsson   |